# Брезе, Юрбен де Майе
Юрбе́н де Майе́, маркиз де Брезе́ (фр. Urbain de Maillé; 30 марта 1598, Брезе — 13 февраля 1650, Мийи-ле-Мёгон) — французский военачальник, маршал Франции, зять кардинала Ришельё.

## Биография
Сын Шарля де Майе, сеньора де Брезе и Мийи, и Жаклин де Теваль.
В феврале 1615 сеньория Брезе была возведена жалованной грамотой в ранг маркизата.
Капитан шеволежеров (1617). 25 сентября 1620 в Туре был назначен капитаном телохранителей королевы-матери. 28 апреля 1626 в Фонтенбло назначен губернатором Сомюра по смерти барона де Буас-Перикара, сохранил эту должность до конца жизни.
Капитан 3-й французской роты королевской гвардии (позднее рота Люксембурга) по смерти маркиза де Мони (20.09.1627). В тот же день получил патент на формирование пехотного полка своего имени.
Служил при осаде Ла-Рошели, после чего полк был распущен (ноябрь 1628). Участвовал в штурме Сузского перевала (6.03.1629), затем принимал участие в войне с протестантами в Лангедоке, в том числе в осадах Прива и Алеса. Государственный советник (26.12.1629).
Лагерный маршал (11.09.1630). Был направлен на помощь осажденному Казале, сражался на Кариньянском мосту.
Чрезвычайный посол к королю Швеции, находившемуся в Майнце (5.01.1632), по возвращении был 1 сентября при столкновении с мятежными частями Анри II де Монморанси у Кастельнодари. Губернатор Кале и отвоеванных областей (28.10.1632), в тот же день назначен маршалом Франции на место маршала Эфья. В ноябре сложил командование гвардейской ротой.
Рыцарь орденов короля (14.05.1633). Патентом от 26 сентября 1634 восстановил свой полк, 12 октября вместе с маршалом Лафорсом назначен командовать Германской армией. Французы захватили имперские позиции под Гейдельбергом и 23 декабря взяли город, а 21 марта 1635 также овладели Шпайером.
15 апреля 1635 вместе с маршалом Колиньи был назначен командовать армией, направленной в Испанские Нидерланды и Голландию, и 20 мая в сражении при Лез-Авене разбил испанскую армию, потерявшую 1500 убитыми, 700 пленными и 14 орудий. Эта победа позволила наступать на Маастрихт. В последующем жестокая ссора между французскими командующими позволила испанцам оправиться и перейти в контрнаступление
В августе получил единоличное командование, зимой находился в Голландии в качестве чрезвычайного посла. По возвращении кардинал выслал маршала в его Сомюрское губернаторство, где тот оставался до июля 1636. Отношения маркиза де Брезе с шурином были натянутыми, поскольку Брезе был слишком горд, чтобы благодарить кардинала за продвижение по службе, а Ришельё, не имея возможности всерьез наказать отца своих любимых племянников, платил ему грубым обращением.
4 июля 1636 вместе с маршалом Шоном направлен командовать Пикардийской армией под началом графа де Суассона, получившего главное командование (7.07.1636). 1 августа вместе с маршалом Шатийоном назначен командовать Голландской армией, но фактически в должность не вступил.
19 сентября, после отставки кардинала Лавалета вместо управления Кале стал губернатором провинции Анжу и отдельно города и замка Анже. Зарегистрирован Парижским парламентом 24 ноября.
В кампании 1637 года не участвовал.
Назначенный командовать армией на люксембургской границе (26.04.1638), передал армию лагерному маршалу и, не испросив отпуска ни у короля, ни у кардинала, уехал в свое анжуйское губернаторство, поскольку узнал, что командование войсками должны с ним разделить маршалы Лафорс и Шатийон. Брезе желал руководить единолично, не будучи больше, по его выражению, «стадным животным».
Командующий Руссильонской армией под началом принца Конде (25.04.1641), затем Шампанской армией вместе с маршалом Шатийоном (1.07.1641). Соединился с коллегой только после битвы при Седане. Командующий Пикардийской армией вместе с герцогом де Ламейере (1.08.1641).
В одиночку взял Ланс, в три дня заставил испанцев покинуть укрепления перед Эром. Соединив силы, двое маршалов сожгли пригороды Лилля, разграбили округу и осадили Бапом, который был взят 18 сентября.
17 октября назначен вице-королем Каталонии, решившей войти в состав Франции. Прибыл на фронт в ноябре и командовал в течение зимы. 20 декабря у Коллиура сражался с испанцами с восьми часов утра до ночи. Стороны понесли равные потери, под маршалом была убита лошадь, другая ранена. Затем разбил 1500 пехотинцев и 200 кавалеристов из перпиньянского гарнизона, убив четыре сотни и отразив маркиза де Торрекусу, несколько раз атаковавшего французские укрепления. Преследовал испанцев, пытаясь помешать их конвою достигнуть Перпиньяна, но Торрекуса отбросил французскую кавалерию. Маршал с восемнадцатью оставшимися кавалеристами и личной охраной продолжил преследование, потерял еще одну лошадь, а испанцы сумели привести конвой в Перпиньян.
Затем отвоевал город Сен-Мари и в июне 1642 был отставлен от должности вице-короля, после чего отказался продолжать военную службу. В ноябре 1645 сложил командование полком, в сентябре 1649 отставлен от Анжуйского губернаторства. Умер в следующем году в своем замке Мийи близ Сомюра в Анжу.
Собрание писем маркиза к госпоже де Бутийе и госпоже де Шевийи, состоящее из четырех томов ин-фолио, хранилось в библиотеке Бутийе, епископа Труа.

## Семья
Жена (25.11.1617): Николь дю Плесси-Ришельё (1587/1589—30.08.1635), камерфрейлина Марии Медичи, дочь Франсуа дю Плесси, сеньора де Ришельё, и Сюзанны де Лапорт, сестра кардинала Ришельё
Дети:
- Жан-Арман (18.10.1619—14.06.1646), герцог де Фронсак и де Комон, великий магистр, шеф и генеральный сюринтендант навигации и коммерции Франции. Был холост
- Клер-Клеманс (25.02.1628—16.04.1694), герцогиня де Фронсак и де Комон. Муж (11.02.1641): Луи II де Бурбон-Конде (1621—1686), принц Конде, герцог д'Энгиен, де Бурбон и де Монморанси